# Hakkâri (ciutat)
Hakkâri (en el passat Çölemerik o Čölemerik, en kurd Colemêrg; en àrab Djulamerg o Djulamerik; altres variants: Julamerk, Julamerik, Djulamerl, Djulamerik, Colemerq, i Colemerik) és una ciutat de la província de Hakkâri, a Turquia. El nom Hakkâri deriva probablement del neoarameu Akkare (ܐܟܪ̈ܐ).

## Història
Fou la capital del wilayat de Hakkâri i al segle xix va ser erigida com a capçalera del sandjak de Hakkâri dins el wilayat de Van. Depenia de l'emir kurd de Hakkâri. La ciutat, on vivien molts assiris, fou destruïda durant la I Guerra Mundial i reconstruïda el 1935 amb el nom de Hakkâri, tribu kurda de la zona, però el 1950 encara no havia arribat a tres mil habitants (en tenia 2664, i el districte 14.473).

## Ciutats agermanades
Les següents ciutats estan agermanades amb Hâkkari:
- Mostar, Bòsnia i Hercegovina
- Banja Luka, Bòsnia i Hercegovina
- Dubrovnik, Croàcia
- Kraslava, Letònia
- Oyam, Uganda
- Boden, Suècia
- Sydney, Austràlia
- Lublin, Polònia
- Edde, Líban
- Lubumbashi, República Democràtica del Congo